# Maia (Samoa Americane)
Maia è un villaggio delle Samoa Americane appartenente alla contea di Fitiuta del Distretto Manu'a.